# Tommy Morgenstern
Tommy Morgenstern (* 28. März 1974 als Thomas Lührig in Osnabrück, Niedersachsen) ist ein deutscher Synchronsprecher und Sänger. Bekannt ist er vor allem als die Synchronstimme des erwachsenen Son-Goku in der Animeserie Dragon Ball Z, und als die deutsche Stimme von Norman Reedus in The Walking Dead. Er ist unter anderem die deutsche Feststimme von Chris Hemsworth, T.J. Miller und Ryan Gosling. Gelegentlich spricht er auch den Schauspieler Benedict Cumberbatch wie in z. B. Sherlock.

## Musikkarriere
Anfang der 1990er Jahre trat er mit Sick for Toys auf. Die Band, bestehend aus Sven Stumpe an der Gitarre, Andreas „Helmet“ Müller am Bass, Ralf Strotmann als Schlagzeuger und Morgenstern als Sänger, veröffentlichte 1996 das Album …are us. Während der Aufnahmen zum zweiten Album löste sich die Band allerdings auf. Durch Sven Stumpe lernte Morgenstern Martin Irnich kennen. Dieser ermöglichte es der Band in einem Synchronstudio ihr erstes Demo aufzunehmen. Im selben Studio sprach Morgenstern anschließend für die Butt-Head-Stimme der MTV-Serie Beavis and Butt-Head vor, wo er sich unter acht Bewerbern durchsetzte und zwischen 1995 und 1997 zusammen mit Julien Haggége den Comicfiguren ihre Eigenheiten verlieh.
Als Sänger der Independent-Band CooCaChoo trat er erstmals im September 1997 zusammen mit dem Bassisten Marcus Bechtel, dem Gitarristen Jörg Heybrock und dem Schlagzeuger Jörg Dartmann in Osnabrück auf.
Mittlerweile nach Berlin umgezogen, veröffentlichte er im März 2002 als Tommy Morgenstern & Band seine erste Single Mitten in Berlin. Ab 2003 schloss er sich der Band Motomatic an, die im Dezember ihren ersten Auftritt in der Columbia Fritz Konzerthalle hatte. Ihr Song Sunrise wurde 2007 von Intel-Deutschland als cebit-Imagefilm ausgewählt.
Außerdem trat Morgenstern für einige Zeit zusammen mit Sven Stumpe, Andreas Müller und Deko Pellmann mit der Band Fats Meyers auf.
Seit mindestens 2004 bis heute tritt Morgenstern mit den auch im Synchrongewerbe tätigen Jörg Heybrock und Stefan Kaiser als „Tommy Morgenstern & The Engineers Of Love“ bzw. „Tom Perignon & The Engineers Of Love“ in unregelmäßigen Abständen als Akustiktrio auf.

## Synchronisation

### Anime
Im Jahr 2001 wählte der Synchronregisseur Björn Schalla mithilfe von Castings die geeigneten Stimmen für die japanische Anime-Serie Dragon Ball Z aus und verhalf somit Tommy Morgenstern zu großer Bekanntheit als „Son-Goku“, den er bis 2002 in der Serie und zwei Jahre später in den vierzehn Kinofilmen sprach. Auch in der Fortsetzung Dragon Ball GT, die 2006 synchronisiert wurde, lieh er dem Protagonisten seine Stimme. Im Jahr 2015 kehrte er erneut als „Son-Goku“ im Film Dragon Ball Z – Kampf der Götter und 2018 in Dragon Ball Super: Broly zurück. Als Sänger trat Morgenstern bei dem Outro Die Power der Dragon Balls zum Film Dragon Ball Z – Der Film (Dragon Ball Z – Der Film: Fusion und Dragon Ball Z – Der Film: Drachenfaust zusammengefasst) in Erscheinung. In der US-amerikanischen Zeichentrickserie Teenage Mutant Ninja Turtles erhielt er 2005 die Hauptrolle Leonardo, erneut an der Seite seines ehemaligen Partners aus Beavis and Butt-Head, Julien Haggége. 2007 war er als Samurai Yajiro Kojima in Grenadier zu hören und ein Jahr später als Kyohei Takano in Perfect Girl. Von 2013 bis 2014 übernahm Morgenstern die Rolle des Shell Septinos im dreiteiligen Anime Mardock Scramble.
In Jujutsu Kaisen spricht er seit 2020 Ryomen Sukuna. Seit 2022 übernimmt er die Rolle von Kozuki Oden in One Piece.

### Serien
Ab 2004 konzentrierte sich Morgenstern vor allem auf die Filmsynchronisation. In bekannten US-Serien wurde er häufig für männliche Hauptrollen mit verschlossenem Charakter eingesetzt. So sprach er für Benjamin McKenzie den Teenager Ryan, dem sein Pflichtverteidiger in O.C., California (2004–2007) eine neue Chance ermöglichen will sowie von 2015 bis 2019 den Polizisten James Gordon in der Serie Gotham, oder seit 2009 den 17-jährigen Ty Borden, der auf Heartland seine Bewährungszeit verbringen muss oder seit 2010 für Paul Wesley in The Vampire Diaries den Vampir Stefan Salvatore, der aus Liebe zu einem menschlichen Mädchen seine böse Seite bekämpft. Als Rockmusiker hörte man ihn in Lost (2005–2012) für Dominic Monaghan als Charlie Pace und in One Tree Hill (2008–2009) für Tyler Hilton als Chris Keller. Von 2014 bis 2017 synchronisierte er Tom Hopper als Piraten William „Billy Bones“ Manderly in Black Sails.
Auch im Genre der Action- und Krimiserien hatte er verschiedene Hauptrollen, beispielsweise sprach er 2007 in Angela Henson – Das Auge des FBI deren Partner Agent Leo Jetson, von 2007 bis 2010 Michael Irby als Teammitglied der Spezialeinheit The Unit und von 2008 bis 2009 Michael K. Williams als Gangster Omar Little in The Wire. Seit 2011 synchronisiert er Benedict Cumberbatch sowohl als Meisterdetektiv Sherlock Holmes in der BBC-Serie Sherlock als auch in seiner Rolle als Christopher Tietjens in Parade’s End. Außerdem Shawn Hatosy als Detective Sammy Bryant in Southland, seit 2012 Matt Passmore als strafversetzter Detective Jim Longworth in The Glades und Nate Corddry als Rechtsanwalt Adam Branch in Harry’s Law. Seit 2018 synchronisiert er Chris O’Dowd in der US-Krimiserie Get Shorty.
Weiter kennt man seine Stimme aus Krankenhausserien, wie in Scrubs – Die Anfänger (2007–2010) als Keith Dudemeister, in Private Practice (2010–2011) als Dr. Gabriel Fife, in Grey’s Anatomy als Dr. Cormac Hayes (2016–2022) oder in Mercy (2011) als Ángel García. Derzeit synchronisiert er außerdem Norman Reedus als Daryl Dixon in der Horrorserie The Walking Dead (seit 2010), 2011 Tyron Leitso als Ethan Wakefield in den ersten beiden Staffeln der Dramedyserie Being Erica – Alles auf Anfang und Richard Flood als Tommy McConnel in der US-Fernsehserie Crossing Lines (2013–2015). Er synchronisierte auch Raymond Cruz als Tuco Salamanca in der Sendung Breaking Bad und dessen Prequel Better Call Saul.
Seit 2017 synchronisiert er Luke Hemsworth in der HBO-Fernsehserie Westworld. Hemsworth ist der ältere Bruder von Chris Hemsworth, dessen Feststimme Morgenstern auch ist. In der Serie Ninjago: Aufstieg der Drachen übernimmt Morgenstern die Rolle des Rapton.

### Filme
In Kinoproduktionen übernahm Morgenstern erstmals 2002 die Synchronisation einer Hauptrolle, in der Kiffer-Komödie So High für Redman. 2006 konnte man ihn in der Filmkomödie Jackass: Nummer Zwei als Chris Pontius hören und im australischen Horrorfilm Wolf Creek als Ben Mitchell. 2007 synchronisierte er zweimal Joe Anderson, einmal im Musical Across the Universe als Student Max Carrigan, der für den Vietnamkrieg eingezogen wird, und darauf im biografischen Film Control als Peter Hook, den Bassisten der Post-Punk-Band Joy Division. In dem von J. J. Abrams produzierten Katastrophenfilm Cloverfield (2008) sprach er Mike Vogel als Jason Hawkins, in der episodischen Beziehungskomödie Er steht einfach nicht auf Dich (2009) Kevin Connolly als Immobilienmakler Conor und im Fantasyfilm Percy Jackson – Diebe im Olymp (2010) Jake Abel als Luke, der Sohn des Hermes. Im Jahr 2011 wurde er in der Comicverfilmung Thor als Protagonist für Chris Hemsworth besetzt, im Beziehungsdrama Country Strong für Garrett Hedlund als talentierter Country-Sänger Beau Hutton und im Oscar-nominierten Polit-Thriller The Ides of March – Tage des Verrats für Ryan Gosling als Wahlkampfstratege des Gouverneurs Stephen Meyers. Zudem war er im selben Jahr als Erzähler in der Dokumentation Friedrich – Ein deutscher König zu hören. 2012 gab er seine Stimme der Zeichentrickfigur Pitch (Pitch Black/ Boogeyman) im 3D-Fantasy-Animationsfilm Die Hüter des Lichts.
2014 war Morgenstern der Erzähler für die National Geographic 3D-Dokumentation Jerusalem, für die im Original Benedict Cumberbatch zu hören war. 2016 sprach und sang er im Film Vaiana die Rolle des Tamatoa. In der deutschen Fassung des Films Encanto (2021) sprach er den Nebencharakter Félix und sang auch das Lied Nur kein Wort über Bruno.

### Spiele
- Dragon Age 2 (2011) – Gamlen Amell
- The Crew (2014) – Alex
- Assassin’s Creed Syndicate (2015) – Alexander Graham Bell
- Assassin’s Creed Valhalla (2020) – Stowe
- Watch Dogs: Legion (2021) – Aiden Pearce
- Ghostwire: Tokyo (2022) – Akito[11]

## Hörspiele
In den Hörspieladaptionen bekannter Romanklassiker, die vom Verlag Titania Medien in der Reihe Gruselkabinett herausgegeben werden, übernahm er verschiedene Nebenrollen, beispielsweise 2007 in Der Werwolf von Alexandre Dumas und Der fliegende Holländer von Heinrich Heine, 2008 in Die Gespenster-Rikscha von Rudyard Kipling und auch 2009 in Die Spinne von Hanns Heinz Ewers und Der Tempel von H.P. Lovecraft. Außerdem sprach er 2008 in dem zweiteiligen Hörspiel Der Glöckner von Notre-Dame nach Victor Hugos Buchvorlage den Protagonisten. Beim selben Label beteiligte er sich auch an Hörspielfassungen aus dem Bereich der Kinderliteratur, so sprach er 2008 den Adlerauge in Peter Pan an der Seite von Julien Haggége als Angsthase, außerdem war er 2009 in einer Folge der Anne auf Green Gables-Reihe zu hören. Seit 2020 spricht er innerhalb der Hörspielserie Howard Phillips Lovecraft – Chroniken des Grauens mit Randolph Carter eine der beiden Hauptfiguren
Im Frühjahr 2007 promotete er zusammen mit Joe Hill an drei Leseterminen dessen Buch Blind.

## Synchronrollen (Auswahl)
Chris Hemsworth
- 2011: Thor als Thor Odinson
- 2012: Marvel’s The Avengers als Thor Odinson
- 2012: The Cabin in the Woods als Curt
- 2012: Red Dawn als Jed Eckert
- 2012: Snow White and the Huntsman als The Huntsman
- 2013: Rush – Alles für den Sieg als James Hunt
- 2013: Thor – The Dark Kingdom als Thor Odinson
- 2015: Avengers: Age of Ultron als Thor Odinson
- 2015: Blackhat als Nick Hathaway
- 2015: Im Herzen der See als Owen Chase
- 2015: Vacation – Wir sind die Griswolds als Stone Crandall
- 2016: Doctor Strange als Thor Odinson
- 2016: Ghostbusters als Kevin
- 2016: The Huntsman & The Ice Queen als The Huntsman
- 2017: Thor: Tag der Entscheidung als Thor Odinson
- 2018: Avengers: Infinity War als Thor Odinson
- 2018: Bad Times at the El Royale als Billy Lee
- 2018: Operation: 12 Strong als Captain Mitch Nelon
- 2019: Avengers: Endgame als Thor Odinson
- 2019: Men in Black: International als Agent H
- 2020:Tyler Rake: Extraction als Tyler Rake
- 2021, 2023: What If…? als Thor Odinson
- 2022: Thor: Love and Thunder als Thor Odinson
- 2024: Transformers: One als Orion Pax/Optimus Prime

Masako Nozawa
- 2001–2002: Dragon Ball Z (Fernsehserie) als Son-Goku und Bardock
- 2002: Dr. Slump (Fernsehserie, 1 Folge) als Son-Goku
- 2002: Dragon Ball Z – The Movie: Der Stärkste auf Erden als Son-Goku
- 2002: Dragon Ball Z – The Movie: Die Entscheidungsschlacht als Son-Goku
- 2002: Dragon Ball Z – The Movie: Super-Saiyajin Son-Gohan als Son-Goku
- 2002: Dragon Ball Z – The Movie: Rache für Freezer als Son-Goku
- 2002: Dragon Ball Z – The Movie: Coolers Rückkehr als Son-Goku
- 2003: Dragon Ball Z – The Movie: Angriff der Cyborgs als Son-Goku
- 2003: Dragon Ball Z – The Movie: Der legendäre Super-Saiyajin als Son-Goku
- 2003: Dragon Ball Z – The Movie: Brolys Rückkehr als Son-Goku
- 2003: Dragon Ball Z – Der Film: Fusion als Son-Goku
- 2003: Dragon Ball Z – Der Film: Drachenfaust als Son-Goku
- 2003: Dragon Ball GT – The Movie: Son-Goku Jr. als Son-Goku
- 2004: Dragon Ball Z – The Movie: Angriff der Bio-Kämpfer als Son-Goku
- 2004: Dragon Ball Z – The Movie: Die Todeszone des Garlic jr. als Son-Goku
- 2006: Dragon Ball GT (Fernsehserie) als Son-Goku
- 2015: Dragonball Z: Kampf der Götter als Son-Goku
- 2015: Dragonball Z: Resurrection ‚F‘ als Son-Goku
- 2019: Dragonball Super: Broly als Son-Goku
- 2022: Dragon Ball Super: Super Hero als Son-Goku

Ryan Gosling
- 2011: Drive als Fahrer
- 2011: The Ides of March – Tage des Verrats als Stephen Myers
- 2012: The Place Beyond the Pines als Luke
- 2013: Only God Forgives als Julian Only
- 2015: The Big Short als Jared Vennett
- 2016: The Nice Guys als Holland March
- 2016: La La Land als Sebastian
- 2017: Song to Song als BV
- 2017: Blade Runner 2049 als Officer K
- 2018: Aufbruch zum Mond als Neil Armstrong
- 2022: The Gray Man als Court Gentry/Sierra Sechs
- 2023: Barbie als Beach-Ken
- 2024: The Fall Guy als Colt Seavers

T. J. Miller
- 2010: Gullivers Reisen – Da kommt was Großes auf uns zu als Dan
- 2010: Zu scharf um wahr zu sein als Stainer
- 2011: Our Idiot Brother als Billy
- 2012: Auf der Suche nach einem Freund fürs Ende der Welt als Chipper Host
- 2014: Transformers: Ära des Untergangs als Lucas Flannery
- 2016: Deadpool als Weasel
- 2016: Office Christmas Party als Clay Vanstone
- 2014–2017: Silicon Valley (Fernsehserie) als Erlich Bachmann
- 2018: Deadpool 2 als Weasel
- 2020: Underwater – Es ist erwacht als Paul

Benedict Cumberbatch
- 2011: Dame, König, As, Spion als Peter Guillam
- 2011: Sherlock (Fernsehserie, 13 Folgen) als Sherlock Holmes
- 2013: Third Star als James
- 2013: Parade’s End – Der letzte Gentleman (Fernsehserie, 6 Folgen) als Christopher Tietjens
- 2014: The Imitation Game – Ein streng geheimes Leben als Alan Turing
- 2014: Jerusalem (Dokumentation) als Erzähler
- 2016: Wreckers – Wie viele Geheimnisse kann die Liebe ertragen? als David
- 2018: Patrick Melrose (Fernsehserie, 5 Folgen) als Patrick Melrose
- 2021: The Power of the Dog als Phil Burbank

Garrett Hedlund
- 2010: Country Strong als Beau Hutton
- 2012: On the Road – Unterwegs als Dean Moriarty/Neal Cassady
- 2014: Unbroken als Fitzgerald
- 2016: Die irre Heldentour des Billy Lynn als Dime
- 2017: Mojave als Tom
- 2019: Triple Frontier als Ben Miller

Joel Edgerton
- 2013: Der große Gatsby als Tom Buchanan

Anton Pampushnyy
- 2019: Coma als Phantom

Pablo Schreiber
- 2022–2024: Halo (Fernsehserie)

Jemaine Clement
- 2025: Ein Minecraft Film (A Minecraft Movie)